# 6470 Aldrin
6470 Aldrin este o planetă minoră (asteroid) din centura de asteroizi. A fost descoperită pe 14 septembrie 1982 la Observatorul Kleť de Antonín Mrkos și a fost numită după Buzz Aldrin. 
Obiectul prezintă o orbită caracterizată de o semiaxă mare de 2,2760174 UAi, o excentricitate de 0,15, o înclinație de 2,79168 ° în raport cu ecliptica.